# Everard van Doerne (16e eeuw)
Everard van Doerne (ca 1465 - 1526) was een edelman en Nederlands bestuurder uit het geslacht Van Doerne.
Van Doerne werd geboren als zoon van Hendrick van Doerne, een rentmeester uit het Brabants/Gelders rivierengebied met wortels in Deurne. In het eerste decennium van de 16e eeuw maakte hij carrière door benoeming tot schepen van 's-Hertogenbosch. Hij werd aangesteld in 1508 en vervulde de functie tot 1516. In het laatste jaar werd hij aangesteld tot hoogschout van de stad en meierij van 's-Hertogenbosch, een van de hoogste functies in de Meierij.
Na de dood van zijn vader in 1508 erfde hij van hem als oudste zoon het Groot Kasteel. Daarnaast bezat hij een huis in 's-Hertogenbosch. Niet alleen maakte hij carrière in de stad 's-Hertogenbosch, maar ook in de omgeving van zijn Huis te Deurne. Achtereenvolgens verwierf hij de heerlijkheden Vlierden (1505), Bakel (1505) en Deurne (1519). Daarnaast kocht hij het Klein Kasteel te Deurne (1519) en werd onder zijn gezag het Blokhuis te Liessel (1516) gebouwd. Onder meer het feit dat Vlierden vóór 1505 geen heerlijkheid maar een statendorp was, geeft aan dat Everard - in navolging van zijn grootvader, die hierin faalde - actief bezig was een aantal ambten in handen van zijn familie te krijgen. Voor het eerst in bijna 70 jaar was de heerlijkheid Deurne ook weer in handen van het geslacht Van Doerne, zij het een andere tak.
De aankoop van de heerlijkheid Deurne en het bijbehorende Klein Kasteel van het geslacht Taye zorgde voor een keerpunt in de geschiedenis van het Klein Kasteel als residentie. Na de dood van Everard in 1526 zou niet meer het Klein, maar het Groot Kasteel de residentie van de heer van Deurne zijn. Voorheen was het Groot Kasteel slechts een edelmanswoning voor een ambtloze tak van de Van Doernes. Het Groot Kasteel bleef residentie van de heer van Deurne tot de verwoesting op 24 september 1944. Het Klein Kasteel vervulde een secundaire rol voor de heren van Deurne.
Everard van Doerne was gehuwd met Margaretha van Vladeracken, vrouwe van Milheeze. Uit hun huwelijk werden vier zonen en drie dochters geboren. Daarnaast verwekte Everard bij een onbekende vrouw een zoon en een dochter. Everard werd als heer van Deurne en heer van Vlierden opgevolgd door zijn oudste zoon Hendrick van Doerne, kanunnik te Tongeren.

## Familie

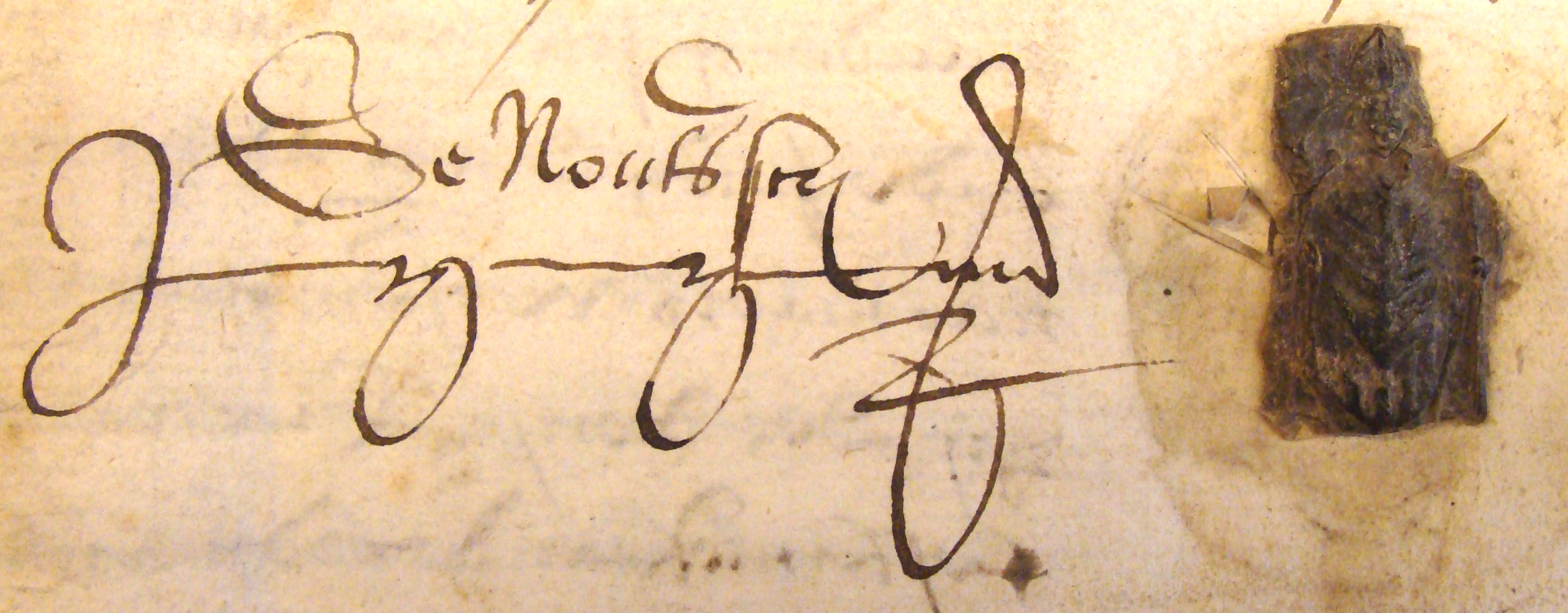
Handtekening van de Deurnese secretaris (en notaris) Gerard Nouts onder een stuk uit 1554 met rechts het zegel van Deurne

- Gerard Nouts, secretaris van en notaris te Deurne, naar wie in de Deurnese wijk Vlier-Noord het Gerardus Noutspad werd genoemd, was zijn schoonzoon. Hij was gehuwd met Everards buitenechtelijke dochter Christina van Doerne.